# 3509 Sanshui
3509 Sanshui este un asteroid din centura principală, descoperit pe 28 octombrie 1978 de Observatorul Zijinshan.